# Bart De Wever
Bart Albert Liliane De Wever (* 21. prosince 1970 Mortsel) je belgický spisovatel, historik a politik, od února 2025 předseda vlády Belgie. V letech 2004–2025 byl předsedou Nové vlámské aliance (N-VA), politické strany usilující o přeměnu Belgie v konfederaci. Mezi roky 2013 a 2015 působil jako starosta Antverp.
Ve volbách do Sněmovny reprezentantů v roce 2024 Nová vlámská aliance zvítězila a získala 24 mandátů. De Wever jako předseda strany byl zvolen poslancem. Král Filip jej 2. září pověřil jednáním o sestavení nové vlády. Po více než osmi měsících jednání mezi stranami N-VA, Vooruit, CD&V, MR a Les Engagés bylo 31. ledna 2025 oznámeno, že bylo dosaženo dohody a De Wever se stal designovaným premiérem. Vláda byla jmenována 3. února a De Wever se tak stal prvním vlámským nacionalistickým politikem v této funkci.

## Mládí a rodina
Narodil se 21. prosince 1970 v Mortselu a vyrůstal v Kontichu, kde jeho rodiče Irene a Henri vlastnili malý supermarket. Jeho otec předtím pracoval pro belgickou železniční společnost a krátce byl členem aktivistické skupiny Vlaamse Militanten Orde (Řád vlámských bojovníků). Má staršího bratra Bruna, který vyučuje na Gentské univerzitě. Jeho dědeček byl tajemníkem krajně pravicové strany Vlámský národní svaz, která byla během nacistické okupace Belgie uznána za vládnoucí stranu Vlámska. V jednom rozhovoru De Wever uvedl, že jeho dědeček nekolaboroval s nacisty.